# Pitbull (serial telewizyjny)

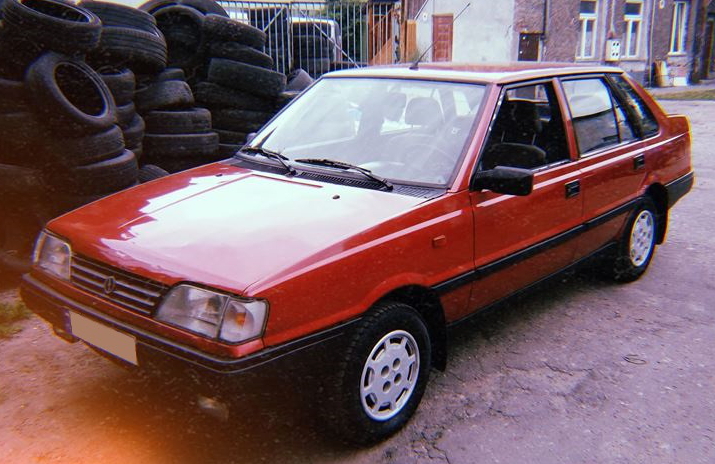
FSO Polonez Atu, którym serialowy Nielat wraz z Desperem jeździli na akcje.

PitBull – polski serial sensacyjny serial telewizyjny, emitowany w TVP2 od 15 grudnia 2005 do 22 czerwca 2008, składający się z 31 odcinków, wchodzący w skład serii PitBull. Opowiada o pracy warszawskich policjantów z wydziału zabójstw (w późniejszych odcinkach wydziału do walki z terrorem kryminalnym Komendy Stołecznej Policji).
Serial jest rozwinięciem i kontynuacją kinowego filmu Pitbull z 2005. Pierwsza seria (5 odcinków) emitowana była od 15 do 29 grudnia 2005. Jej popularność zaowocowała nakręceniem drugiej serii, liczącej 12 odcinków, a emitowanej od 9 marca 2007. Druga odsłona serialu także osiągnęła dobre wyniki oglądalności: pierwszy odcinek obejrzało 1265 tys. widzów, co stanowiło 22% udział w widowni telewizyjnej. Premiera trzeciej serii (14 odcinków) odbyła się 9 marca 2008 roku w TVP2.
W październiku 2007 podano do wiadomości, że serial kupiła jedna ze stacji telewizyjnych z Niemiec.
Twórcy serialu wyjaśniali, że robiąc go skorzystali nie tylko z możliwości pokazania nowych perypetii bohaterów, ale postarali się o pogłębienie rysów charakterologicznych postaci, a nawet na odmienne potraktowanie niektórych wątków w stosunku do kinowego pierwowzoru. Reżyser Patryk Vega powiedział, że na zrobienie drugiej serii zdecydował się, gdy sprawdził, że realia pracy w policji bardzo zmieniły się w stosunku do lat 2000–2004, kiedy robił dokumentację do filmu kinowego:
Z reguły z kontynuacjami jest tak, że robione są na siłę, na fali sukcesu, którego i tak nie udaje się powtórzyć. Wahałem się i przed podjęciem decyzji zrobiłem ogromną dokumentację. Okazało się, że realia w policji bardzo się zmieniły, czyli zmienił się świat, w którym żyją moi bohaterowie. Stwierdziłem, że będę miał coś nowego do opowiedzenia.
Policjant Sławomir Opala, pierwowzór „Metyla” i „Despero”, został zatrzymany 12 maja 2011 roku i następnie aresztowany na okres 3 miesięcy, pod zarzutami udziału w zorganizowanej grupie przestępczej od 1998 roku, przyjmowania korzyści majątkowych, przekroczenia uprawnień oraz nielegalnego posiadania broni. Przebywał przez rok w areszcie śledczym. Choć nie przyznał się do zarzucanych mu czynów, dobrowolnie poddał się karze i został w lutym 2012 roku skazany na 2 lata i 6 miesięcy pozbawienia wolności. Wyszedł na wolność w 2013 roku. W nocy z 26 na 27 lipca 2014 Sławomir Opala popełnił samobójstwo w domu swoich rodziców w podwarszawskiej Górze Kalwarii.
W 2015 r. zaczęto zdjęcia do filmu Pitbull. Nowe porządki, który stanowi kontynuację serialu. Premiera odbyła się 22 stycznia 2016 roku. Premiera kolejnej części cyklu, która nosi tytuł Pitbull. Niebezpieczne kobiety, odbyła się 11 listopada 2016.

## Fabuła

### Seria pierwsza
Despero, Gebels, Benek i Metyl to policjanci z Wydziału ds. Zabójstw Komendy Stołecznej Policji, podkomendni mł. insp. Włodzimierza Barszczyka, krętacza, nieudacznika i karierowicza. Do ich grupy trafia młody policjant z Dworca Centralnego, podkom. Krzysztof Magiera, syn gwiazdora filmowego, zaprotegowany do pracy przez ojca. Ze względu na swój wiek i niezbyt duże doświadczenie w pracy, otrzymuje od kolegów pseudonim „Nielat”. Chłopak nie radzi sobie z własnym życiem, a praca w policji ma być dla niego próbą m.in. wyjścia z nałogu narkotykowego. Nielat popełnia wiele błędów w nowej rzeczywistości, jednak mimo blokad psychicznych i nieprawego postępowania stara się ile może, by zmienić swe życie na lepsze.
Podkom. Sławomir „Despero” Desperski ma problemy w życiu osobistym. Nie może znaleźć sobie kobiety, a nawet mieszkania, więc śpi na komendzie. Od 4 lat bezskutecznie prowadzi sprawę ormiańskiego gangstera Saida, poszukiwanego wieloma listami gończymi w całej Europie. Said terroryzował mieszkających w Warszawie nielegalnych emigrantów ormiańskich, jest też odpowiedzialny za zlecenie wielu zabójstw. Bohaterowie przy pomocy Wora, bandyckiego sędziego rosyjskiej mafii, której Said naraził się, ustalają, że w Polsce mieszka córka Saida, o imieniu Dżemma. Despero, wiedząc, że ojciec ma odwiedzić dziewczynę, decyduje się ją uwieść. Nieoczekiwanie dla niego związek uczuciowy z Dżemmą okaże się bardzo poważny. W końcu po wielu próbach Sławek zdobywa mieszkanie i wprowadza się do niego z Dżemmą. Ich miłość zaczyna kwitnąć.
Kierownikiem sekcji jest st. asp. Jacek „Gebels” Goc, prawy, emocjonalny i nieprzekupny gliniarz. Wsławił się odmową przyjęcia 3 milionów dolarów łapówki. Czasem, by wtopić się w przestępczy światek, Gebels współpracuje z różnymi bandytami, głównie z zaprzyjaźnionym z ekipą mokotowskim gangsterem Kmieciakiem, który dostarcza mu informacje. Gebels ma problemy z byłą żoną, która zamierza pozbawić go praw do opieki nad ich małoletnim synem. Głównym tego powodem są bardzo niskie zarobki Gebelsa, za które ciężko mu jest się utrzymać i płacić alimenty. Po wytoczeniu mu sprawy w sądzie policjant robi wszystko, aby sąd pozwolił mu zająć się synem, nawet biorąc łapówkę od złapanego ochroniarza Saida – Zoro, a także remontując mieszkanie Kmieciaka. Nielat, który podłożył kamerę w jego samochodzie, przekonał go do denuncjacji łapówki, co skutkuje awansem Gebelsa na aspiranta sztabowego i otrzymanie dodatkowej, aczkolwiek niedużej nagrody pieniężnej.
Asp. Mirosław „Metyl” Saniewski to inteligentny i bystry policjant, rozwodnik, aktualnie żyjący z konkubiną Krystyną, z którą spodziewa się córki. Mimo licznych sukcesów na koncie, jest nałogowym alkoholikiem, czemu zawdzięcza swoją niechlubną ksywkę. Pije w pracy duże ilości wódki, przez którą ma kłopoty z trzustką i świadomością. Mimo prowadzonej terapii disulfiramem, Krystyna postanawia z nim zerwać, zaś Metyl przenosi się z powrotem do byłej żony. Krótko później odchodzi od niej. Pewnego wieczoru wraca do konkubiny i strzela do niej, mając przywidzenia pod wpływem alkoholu. Ciężarna kobieta mimo postrzału szczęśliwie przeżyła incydent, ale za ten wybryk Metyl zostaje zmuszony do odejścia z pracy.
Najstarszy i najlepiej strzelający z ekipy mł. asp. Zbigniew „Benek” Chyb szykuje się do przejścia na emeryturę. Jest samotny, ma chorobę wieńcową i przez nią poważne problemy zdrowotne, więc perspektywa odejścia z pracy przeraża go. Benek również stara się dociągnąć do końca, jednak choroba zwykle bierze nad nim górę. Próbuje spotykać się z lekarką pogotowia, ale ten związek nie ma przyszłości. Zagrożenie utratą pracy przychodzi, gdy podczas ćwiczeń na strzelnicy chwyta go ból w sercu, przez który Benek o mało co nie zastrzelił Gebelsa. W czasie zasadzki na Saida, Benek umiera na zawał serca i przypadkowo zabija Wora. Ormiańskiego gangstera łapie Nielat, który od tego momentu zdobywa zaufanie kolegów. Także dla niego ten sukces jest początkiem drogi do zmian na lepsze w życiu.
Po złapaniu Saida władze policji dokonują reorganizacji w pracy Komendy Stołecznej. Oficjalnie z powodu spadku przestępczości w mieście, Wydział ds. Zabójstw zostaje rozwiązany. Dodatkowo rozwiązał się problem Gebelsa – częściowo zachował swe prawo do opieki nad synem, jednak jest w stanie widywać się z nim tylko w weekendy.

### Seria druga
Akcja rozpoczyna się pół roku po zakończeniu pierwszej serii. Despero, Gebels i Nielat trafiają do Wydziału Walki z Terrorem Kryminalnym KSP. Tam dołączają do kom. Igora Rosłonia, a ich przełożonym nadal jest inspektor Barszczyk, nieudacznik i karierowicz. Zakres pracy sekcji zmienił się, ponieważ policjanci będą prócz zabójstw zajmować się jeszcze dodatkowo walką z gangami i przestępczością zorganizowaną.
Despero zawiera przyjacielską znajomość z homoseksualnym gangsterem Kwadratem, z którym wzajemnie wyświadczają sobie przysługi. Z powodu konfliktu z policjantem z Wydziału Wewnętrznego, któremu zniszczył samochód, ma kłopoty w pracy i w życiu prywatnym. Przez to przygotowania do ślubu z Dżemmą przerywa deportacja dziewczyny do Armenii. Gebels powoli szykuje się do emerytury. Metyl, który po epizodzie pracy u detektywa Ostrowskiego (zob. Krzysztof Rutkowski) odnalazł się w biznesie, proponuje Gebelsowi posadę w swojej firmie handlującej paliwem. W jednym z kolejnych odcinków Gebels odkrywa, że Metyl związał się z grupą przestępczą kierowaną przez gangstera o pseudonimie Śruba, i doprowadza do aresztowania kolegi. Gebels, wciąż walczący z żoną o prawo do widywania się z dzieckiem, przeżywa załamanie nerwowe w pracy, gdy ustala w śledztwie, że kobieta zgłaszająca zaginięcie swojego syna najprawdopodobniej sama zaaranżowała zabójstwo chłopca.
Igor pracuje w „terrorze” najdłużej z grupy. Jest samotnikiem, ale nagle musi zająć się wychowywaniem Oli – nastoletniej córki swojego brata. Brat zabił chłopaka, który zgwałcił Olkę podając jej wcześniej GHB. Po początkowych problemach z nastolatką, stopniowo odnajdują sposób na porozumienie się.
Monika (vel. Władek) trafia do Wydziału z konnych jednostek policji. W pracy najbliżej trzyma się z Nielatem, który, tak jak ona, niedawno sam zaczynał pracę od kompromitujących błędów. Dziewczyna jednak szybko pokazuje swoją wartość jako policjantka: tylko dzięki jej uporowi udaje się odnaleźć sprawców zabójstwa studentki wypchniętej z pociągu. Monika przeżywa załamanie po prowadzonej przez nią sprawie, w której psychopatyczny ojciec podpala się w samochodzie razem z dwójką swoich dzieci. Po tym wydarzeniu dziewczyna chce odejść z Policji. Koledzy z wydziału namawiają ją jednak do wzięcia udziału w jeszcze jednej – pozornie banalnej – akcji zabezpieczenia w Parolach skradzionej ciężarówki z towarem.
Monika zostaje zastrzelona podczas akcji w Parolach, przy wymianie ognia z członkami gangu Śruby. Śmierć dziewczyny najbardziej przeżywa Nielat, który w trakcie dalszego śledztwa wykazuje się brutalnością wobec zatrzymanych gangsterów. Po jednym z przesłuchań, kiedy zatrzymany gangster ląduje w szpitalu, z kłopotów ratuje go Gebels, tuszując fakt pobicia zatrzymanego. Policja postanawia dokonać obławy na Śrubę i jego kamrata, który dawniej działał w Specnazie. Seria druga kończy się nieudaną akcją policji w Magdalence, w której bohaterowie zostają ranni (Gebels i Nielat mają niewielkie rany, Despero został postrzelony w nogę, zaś Igor został obezwładniony granatem odłamkowym). Szczęśliwie dla Sławka okazuje się, że do Polski wróciła Dżemma.

### Seria trzecia
Po akcji w Magdalence wiele się zmieniło.
Nielat wyjechał do Irlandii i tam za większą kasę też jest „psem”. Naczelnik Włodzimierz Barszczyk zostaje zdegradowany do funkcji pracownika operacyjnego w sekcji prowadzonej przez Jacka Goca – „Gebelsa”. Ma zapał i chęć do roboty, ale to tylko Barszczyk.
Nowy, przybyły naczelnik rzuca kłody pod nogi „Gebelsowi”, który z jego powodu odkłada zapowiadane przejście na emeryturę. W dodatku w mieście pojawia się Artak, rosyjski gangster szukający zemsty na zbliżającym się do końca służby policjancie.
Despero i Dżemma mają nowy problem. Dżemma po deportacji z Polski musiała wziąć ślub z Polakiem, by móc wrócić do Desperskiego. Fikcyjny mąż Dżemmy, Kubuś, nie ma zamiaru dać jej szybkiego rozwodu. Igor poznaje Renatę. Z powodu młodej policjantki, która dzięki jego staraniom trafia do wydziału, ma wiele problemów z Olą, bratanicą, którą się opiekuje. Oprócz Renaty nowym pracownikiem zostaje Robert Nimski – „Łapka”. „Łapka” to policjant który ma w zwyczaju najpierw strzelać, a dopiero potem myśleć. Podczas jednej z akcji zabija niewinnego chłopaka. Od tego momentu psują się jego kontakty z żoną. „Łapka” ma romans z pracownicą butiku, którego wspomniana żona jest właścicielką. Przez jego głupotę o mały włos nie dochodzi do tragedii.
3 seria kończy się tym, że „Gebels” w strzelaninie w galerii handlowej zabija Artaka, ale partnerka „Gebelsa” – Gala zostaje ranna i trafia do szpitala. Despero i Dżemma biorą ślub. Z kolei Barszczyk został przywrócony na stanowisko naczelnika po tym, jak Jarosław Nowacki (niedawno przybyły naczelnik) został aresztowany przez ABW.

## Obsada
- Marcin Dorociński – podkomisarz Sławomir Desperski „Despero” (później komisarz[11])
- Andrzej Grabowski – starszy aspirant Jacek Goc „Gebels” (później aspirant sztabowy[12])
- Janusz Gajos – młodszy aspirant Zbigniew Chyb „Benek” (seria I) (†)
- Paweł Królikowski – komisarz Igor Rosłoń (seria II) / Igor Jaworek (seria III)
- Rafał Mohr – podkomisarz Krzysztof Magiera „Nielat” (seria I i II)
- Krzysztof Stroiński – aspirant Mirosław Saniewski „Metyl” (seria I i II)
- Roma Gąsiorowska – sierżant Monika Grochowska (seria II) (†)
- Weronika Rosati – Dżemma
- Elena Rutkowska – Gala, kobieta Gebelsa (seria II i III)
- Michał Kula – podinspektor Włodzimierz Barszczyk „Barszczu”
- Joachim Lamża – gangster „Kmieciak”
- Janusz Chabior – gangster „Ciągły” (seria I i III)
- Włodzimierz Matuszak – komendant policji

### Seria pierwsza
- Piotr Borowski – Zoro Szembeka
- Jacek Braciak – Romuś Makieła
- Waldemar Walisiak – Said
- Anna Samusionek – dziewczyna ormiańskiego gangstera, była żona gangstera „Jaśmina”
- Jadwiga Jankowska-Cieślak – patomorfolog sądowy, przyjaciółka Benka
- Małgorzata Foremniak – Krystyna Szymańczyk, kobieta Metyla
- Ryszard Filipski – Wor, bandycki sędzia (†)
- Lech Sołuba – karawaniarz
- Tadeusz Hanusek – lekarz
- Jolanta Fraszyńska – żona tirowca
- Mirosław Haniszewski – młody mundurowy
- Sylwester Maciejewski – oficer dyżurny
- Łukasz Simlat – kardiolog

### Seria druga
- Piotr Pręgowski – detektyw Ostrowski
- Maciej „Kołcz” Łuczkowski – gangster „Kwadrat”
- Mirosław Baka – Czesiek Rosłoń, brat Igora
- Agnieszka Warchulska – matka zaginionego chłopca
- Małgorzata Rożniatowska – handlarka Drzewiecka
- Ryszard Faron – Zaczyk, kolega poszukiwanego Janka
- Konrad Styrc – gangster „Śruba”
- Juliusz Chrząstowski – Stanisław Wierszyn „Rymek”
- Jan Kozaczuk – pracownik sieci komórkowej
- Bogusław Sar – Brodzki, ojciec „trzepakówny”
- Dominik Bąk – policjant z Bemowa
- Magdalena Sokołowska – dyrektor szkoły
- Magdalena Gnatowska – patolog
- Ryszard Chlebuś – konduktor
- Mirosław Kowalczyk
- Andrzej Zaborski – Włodek, policjant, kolega Gebelsa (odcinek 6)
- Wojciech Mecwaldowski -- Fogiel (odcinek 9)

### Seria trzecia
- Redbad Klynstra – Jarosław Nowacki, naczelnik
- Michał Żurawski – podkomisarz Robert „Łapka” Nimski
- Anna Prus – żona „Łapki”
- Hanna Konarowska – Renata Czyżewska
- Jacek Czyż – Władysław Grzelak
- Grzegorz „Bolec” Borek – Kubuś, mąż Dżemmy
- Dmitrij Piersin – gangster Artak
- Joanna Szczepkowska – Anna Gromska, Doktor Irena (odcinek 18)
- Damian Damięcki – ojciec Renaty Czyżewskiej (odcinek 19)
- Artur Barciś – Zenon Lebioda (odcinek 20)
- Mateusz Damięcki – Adam Walisz (odcinek 21)
- Robert Majewski – Krzysztof (odcinek 21)
- Radosław Krzyżowski – komendant Dworca Centralnego (odcinek 22 i 23)
- Dariusz Dobkowski – lekarz (odcinek 25)
- Magdalena Różczka – Alicja (odcinek 26)
- Weronika Książkiewicz – Ilona (odcinek 28)
- Edwin Petrykat – Kazimierz, ojciec Edyty (odcinek 29)
- Mariusz Ostrowski – Marcin Jabczyński „Jabol” (odcinek 29)
- Cezary Krajewski – Beryl, żołnierz Artaka (odcinek 26)
- Grzegorz Gzyl – policjant śledzący Artaka a potem członek jego gangu (odcinek 31)
- Marcin Juchniewicz – członek gangu Artaka (odcinek 31)
- Dawid Zawadzki – członek gangu Artaka (odcinek 31)

### Chronologia powstawania serialu
- 27 sierpnia 2004:  zakończenie zdjęć do filmu fabularnego Pitbull (premiera 9 kwietnia 2005)
- sierpień – październik 2005:  powstają materiały dodatkowe do serialu (pierwszej serii)
- sierpień – wrzesień 2006:  zdjęcia do drugiej serii